# Василькасы
Василькасы́ (чув. Ваçликасси) — деревня в Чебоксарском районе Чувашской Республики. Входит в состав Большекатрасьского сельского поселения.

## География
Находится в северной части Чувашии на расстоянии приблизительно 9 км на запад по прямой от районного центра поселка Кугеси.

## История
Известна с 1795 года как выселок деревни Вторая Янгильдина (ныне Хурынлых) с 10 дворами. В 1858 году было учтено 18 дворов, 103 жителя, в 1906 — 31 двор, 155 жителей, в 1926 — 43 двора, 180 жителей, в 1939—181 житель, в 1979—167 . В 2002 году было 40 дворов, 2010 — 43 домохозяйства. В период коллективизации образован колхоз «Броневик», в 2010 году действовал СХПК «Сад».

## Население
Постоянное население составляло 107 человек (чуваши 100 %) в 2002 году, 130 в 2010.